# Gunnar Heckscher

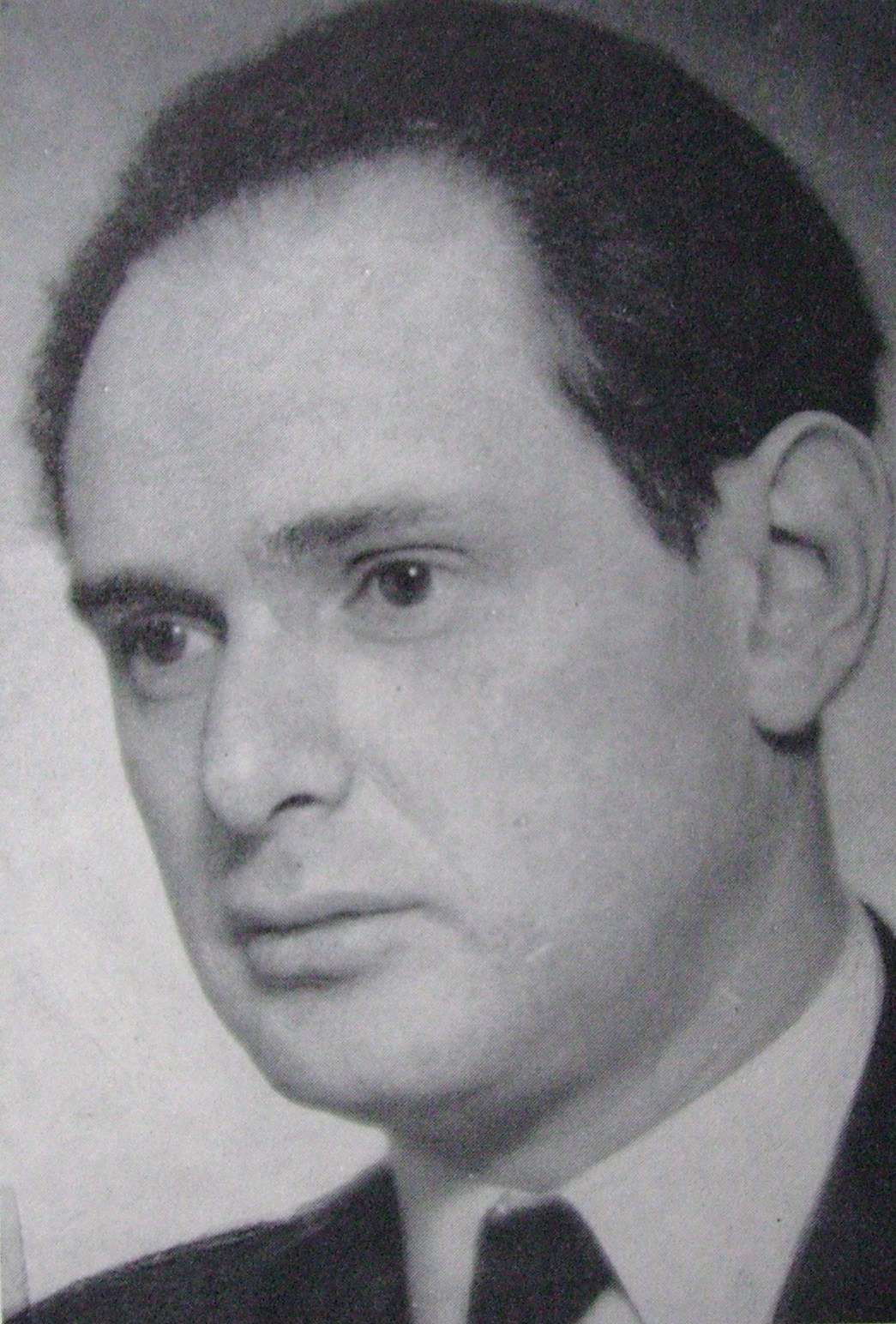
Gunnar Heckscher um 1959

Gunnar Edvard Heckscher (* 8. Juli 1909 in Djursholm; † 24. November 1987 in Uppsala) war ein schwedischer Politikwissenschaftler und von 1961 bis 1965 Vorsitzender der Moderata samlingspartiet.
Gunnar Heckscher war der Sohn des Wirtschaftshistorikers Eli Filip Heckscher. Er studierte wie sein Vater an der Universität Uppsala, an der er 1927 als Filosofie kandidat abschloss. Es folgten 1932 das Filosofie licentiat sowie 1934 der Filosofie doktor. Bereits seit 1933 war er in Uppsala Dozent für Politikwissenschaft; diese Stelle behielt er bis 1941. Im Anschluss wechselte er in gleicher Position an die Universität Stockholm, an der er bis 1948 tätig war. Zwischen 1945 und 1954 war er Rektor und von 1948 bis 1958 Professor der Politikwissenschaft an der Socialhögskolan, einer bis dato unabhängigen Hochschule für Sozialpolitik (seit 1977 Teil der Universität Stockholm) sowie von 1958 bis 1965 Professor an der Universität Stockholm.
Heckscher war von 1957 bis zu seinem Abgang als Parteivorsitzender 1965 Mitglied der Zweiten Kammer des Schwedischen Reichstags. Nach seinem Abgang bekleidete Heckscher das Amt des Botschafters in Neu-Delhi (1965–1970) und Tokio (1970–1975).

## Veröffentlichungen (Auswahl)
- Pluralist democracy. The Swedish experience. In: Social Research, Bd. 15 (1948), H. 4, S. 417–461.
- (mit Per Holm): Stockholm. In: William A. Robson (Hrsg.): Great cities of the world. Their government, politics and planning. Allen & Unwin, London 1954, S. 549–574.
- The role of voluntary organization(s) in Swedish democracy. In: Joseph A. Lauwerys (Hrsg.): Scandinavian democracy. The Danish Institute, Copenhagen 1958, S. 126–139.
- The study of comparative government and politics. 2. Aufl. Allen & Unwin, London 1960 (Nachdruck: Routledge, London 2009, ISBN 978-0-415-55541-8).
- The role of intellectuals in politics, a Swedish view. In: H. H. Macdonald (Hrsg.): The intellectual in politics. University of Texas Press, Austin, Texas 1966, S. 15–23.
- Constitutional safeguards for civil rights and freedoms in Sweden. In: Menschenrecht und Menschenbild in den Verfassungen Schwedens, Deutschlands und Österreichs (= Rechtsstaat in der Bewährung, Bd. 13). Müller, Heidelberg 1983, S. 29–44, ISBN 3-8114-5783-7.
- The welfare state and beyond. Success and problems in Scandinavia (= Nordic series, Bd. 11). University of Minnesota Press, Minneapolis 1984, ISBN 0-8166-0933-0.